# فلورينت كوفيلير
فلورينت كوفيلير (12 سبتمبر 1992 بآندرلخت في بلجيكا - ) (بالهولندية: Florent Cuvelier)‏ هو لاعب كرة قدم بلجيكي في مركز الوسط. شارك مع منتخب بلجيكا تحت 17 سنة لكرة القدم ومنتخب بلجيكا تحت 18 سنة لكرة القدم ومنتخب بلجيكا تحت 19 سنة لكرة القدم ومنتخب بلجيكا تحت 21 سنة لكرة القدم. أما مع النوادي، فقد لعب مع بورت فايل وستوك سيتي وشيفيلد يونايتد ونادي والسول ونادي بيتربورو يونايتد ونادي بيرتن ألبيون.

## وصلات خارجية
- فلورينت كوفيلير على موقع الاتحاد البلجيكي (الإنجليزية)
- فلورينت كوفيلير على موقع قاعدة بيانات كرة القدم.إي يو (الإنجليزية)
- فلورينت كوفيلير على موقع Soccerbase.com (لاعب) (الإنجليزية)
- فلورينت كوفيلير على موقع AS.com (الإسبانية)